# Francesco Lasca
Francesco Lasca (ur. 29 marca 1988 w Osimo) – włoski kolarz szosowy, zawodnik grupy UCI Professional Continental Teams Caja Rural.

## Najważniejsze osiągnięcia
- 2012
  - 1. miejsce na 2 etapie Circuit de Lorraine
  - 1. miejsce na 2 etapie Volta a Portugal
- 2013
  - 1. miejsce w Vuelta a La Rioja
  - 3. miejsce w Clásica de Almería
  - 3. miejsce w Vuelta a Castilla y León
- 2014
  - 2. miejsce w Vuelta a La Rioja